# John Nyman
John Nyman född 25 april 1908 i Sundsvall, död 19 oktober 1977 i Sundsvall, svensk brottare.
Förutom brottare var John Nyman Idrottslärare samt brottningstränare för Sundsvalls AIK

## Klubbar
- Sundsvalls AIK

## SM meriter i brottning
- SM Guld i +87.0 kg 1935
- SM Guld i +87.0 kg 1937
- SM Guld i +87.0 kg 1941
- SM Guld i +87.0 kg 1942

## Mästerskapsmeriter i brottning
- OS 1936 i Berlin, Tyskland - OS-Silver i Grekisk/Romersk, + 87.0 kg
- EM 1937 i Paris, Frankrike - EM-Silver i Grekisk/Romersk, + 87.0 kg
- EM 1938 i Tallinn, Estland - EM-Silver i Grekisk/Romersk, + 87.0 kg
- EM     1939   i Oslo     , Norge             - EM-Silver i Grekisk/Romersk, + 87.0 kg